# Senedu Gebru
Woizero Senedu Gebru, ሰንዱ ገብሩ en amharique, née le 13 janvier 1916 et morte le 20 avril 2009, est une femme politique, une femme de lettres et une enseignante éthiopienne. En 1957, elle devient la première femme éthiopienne élue au Parlement.

## Biographie
Elle est née le 13 janvier 1916, à Mennagesha, à proximité d'Addis-Alem. Elle est issue par sa mère, Weyzero Kasaye Yelamtu, une chrétienne orthodoxe éthiopienne, de la noblesse du Wello,. Son père, Gebru Desta, est un écrivain et l'ancien maire d'Addis-Abeba, brièvement président du Sénat. Elle reçoit une éducation traditionnelle, apprenant l'amharique et le guèze, puis poursuit à l'école de la Mission suédoise d'Addis-Abeba, avant d'être envoyée en Suisse en 1928 pour des études supérieures. Elle n'aime pas l'école. Elle est envoyée dans une école de Montmirail[Lequel ?], en France, où elle a apprend le français et l'anglais. Elle se découvre une passion pour la littérature et obtient un diplôme dans ce domaine à l'Université de Lausanne en Suisse. En 1932, elle revient en Éthiopie et occupe un poste d'enseignante à l'école Saint George, à Addis-Abeba et se marie une première fois. En plus de l'enseignement, elle est interprète pour des journalistes étrangers.
Elle s'engage dans le milieu des années 1930 au sein de la résistance à l'occupation italienne de l’Éthiopie. De concert avec ses frères, elle est impliquée dans le mouvement d'opposition dirigé par Haïlé Sélassié. Elle déménage à Goré dans la province d'Illubabor, où elle rejoint 100 cadets de l'académie militaire et reçoit une formation militaire. Elle  établit une Unité de la Croix-Rouge après avoir reçu une formation médicale. Senedu Gebru sert d'informatrice pour un mouvement de résistance éthiopien, les Black Lions, sur les mouvements des troupes italiennes. Finalement, après avoir attrapé une pneumonie, elle est capturée par les Italiens et interrogée. Pendant ce temps, son frère est tué le 19 février 1937. Plus tard, elle écrira une pièce de théâtre à propos de cet événement. Son comportement rebelle lui vaut d'être emprisonnée sur l'île italienne de l'Asinara avec son père et sa sœur. Elle est rapatriée en Éthiopie en 1939, et y reprend la lutte contre l'occupant.
À la suite de son retour en Éthiopie, elle trouve un emploi dans une école à Desé en 1941. Haïlé Sélassié recouvre une totale souveraineté sur l'Éthiopie. Elle est nommée sous-directrice de la première école pour filles en Éthiopie en 1943. Elle en devient directrice deux ans plus tard, une première dans l'histoire de Éthiopie. Elle procède à un certain nombre d'innovations, comme des pique-nique sur le mont Intoto, l'introduction de cours de théâtre et des formations à la prise de parole en public.
En 1956, elle écrit en langue amharique et publie un recueil de nouvelles, de chansons et de poèmes intitulé YaLebbe Meshaf (« Livre de mon cœur »). Elle produit également un certain nombre de jeux populaires tels que Keyekketit quenoch (« Jours en février »). L'année suivante, elle devient la première femme élue au Parlement éthiopien. Elle est nommée vice-présidente de la Chambre des députés le 22 novembre,. Elle plaide pour une parité entre les hommes et les femmes et pour l'institution d'un code civil. Elle essaye également de mettre fin à la flagellation des criminels. Elle reste quatre ans au Parlement. Après ce parcours de parlementaire, elle occupe un certain nombre de postes, prenant la direction de la Croix-Rouge éthiopienne et du secrétaire général du ministère des Affaires sociales.
Elle s'est mariée trois fois. Son troisième mari, Aseffa Lemme, est nommé ambassadeur en Allemagne en 1968. Elle le suivit à Bonn, et travaille comme attachée culturelle. Le déclenchement de la guerre civile éthiopienne de 1974 l'amène à demander l'asile politique. Puis elle revient en Éthiopie. Elle reprend l'écriture, et fait don de quelques pièces de théâtre à l'Institut des études éthiopiennes de l'université d'Addis-Abeba. Elle contribue de façon régulière, en amharique, au journal Addis Zemen. Son fils, Samuel Aseffa, a été ambassadeur aux États-Unis.
Elle meurt le 20 avril 2009 à Addis-Abeba,.